# Oncovirus
Els Oncovirus és grup especial de virus que quan infecten cèl·lules tenen la capacitat d'alterar el cicle cel·lular induint el desenvolupament de tumors. Els millor caracteritzats són els retrovirus, els quals durant la infecció, integren el seu ADN al genoma de la cèl·lula hosta i per un event estrany de recombinació són escindits novament del genoma enduent-se amb sí un segment de l'ADN de la cèl·lula hosta. Si aquest segment conté seqüències reguladores d'un pas crític de la divisió cel·lular, el virus en infectar altres cèl·lules afectará aquest procés fent que elles es dividisquen sense control i es generen tumors.